# 松村五郎
松村五郎（まつむら ごろう、1959年〈昭和34年〉1月4日- ）は、埼玉県出身の元陸上自衛官。尉官・佐官時の職種は機甲科。工学士（東京大学）、戦略論修士（米国陸軍戦略大学校）。
陸上自衛隊のイラク派遣に関しては、陸幕運用1班長として関連法制整備・実施計画の策定、3次群長として現地の指揮、統幕運用2課長として内局国際協力課長と共に本隊撤収の企画調整に従事するなど、一貫して係わってきた。

## 略歴
- 1977年（昭和52年）3月：埼玉県立浦和高等学校卒業
- 1981年（昭和56年）
  - 3月：東京大学工学部（原子力工学科）卒業（同学部の先輩に渡部悦和（第36代東部方面総監）、中川義章（第6代研究本部長）など）
  - 4月：一般幹部候補生（U幹部）として陸自入隊（防衛大学校25期相当））
- 1982年（昭和57年）3月：3等陸尉任官
- 1985年（昭和60年）3月：防衛大学校訓練指導教官
- 1987年（昭和62年）3月：戦車教導隊付、後に同隊中隊長
- 1988年（昭和63年）：米陸軍機甲学校留学
- 1989年（平成元年）：陸上自衛隊幹部学校指揮幕僚課程学生（第35期）
- 1991年（平成3年）8月：外務省北米局安全保障課
- 1992年（平成4年）1月：3等陸佐
- 1993年（平成5年）8月：第73戦車連隊中隊長
- 1995年（平成7年）7月：2等陸佐、陸上幕僚監部防衛部防衛課
- 1999年（平成11年）8月：陸上自衛隊幹部学校戦略教官
- 2000年（平成12年）
  - 1月：1等陸佐に昇任
  - 3月：中央資料隊付（米国陸軍戦略大学校留学）
- 2001年（平成13年）6月29日：陸上幕僚監部防衛部運用課第1班長
- 2003年（平成15年）7月1日：第21普通科連隊長兼秋田駐屯地司令（在任間中に第3次イラク復興業務支援群長）
- 2004年（平成16年）7月：第3次イラク復興業務支援群長
- 2005年（平成17年）3月28日：陸上幕僚監部防衛部運用課運用調整官
- 2006年（平成18年）
  - 3月27日：統合幕僚監部運用部運用第2課長（災害派遣・統合訓練・国際協力等担当）
  - 8月4日：陸将補に昇任。
- 2007年（平成19年）3月28日：東部方面総監部幕僚副長
- 2009年（平成21年）3月24日：陸上自衛隊幹部候補生学校長兼前川原駐屯地司令
- 2010年（平成22年）7月26日：陸上幕僚監部人事部長
- 2012年（平成24年）7月26日：陸将に昇任（防大25期1選抜）、第10師団長
- 2013年（平成25年）8月22日：統合幕僚副長
- 2014年（平成26年）8月5日：東北方面総監
- 2016年（平成28年）7月1日：退官